# BeIN Sports
beIN Sports（ビーイン・スポーツ、[ˈbiːɪn] BEE-in）は、カタールのスポーツ専門局。beIN SportsはbeINメディア・グループが運営されている。

## 概要
beIN Sportsはもともとアルジャジーラスポーツチャンネルであったが、それを独立した。現在はIHFやデ杯・フェド杯の公式放送局としてスポンサー活動を行っている。
2023年10月に新設された女子15人制ラグビー国際大会「WXV」において、東南アジア地域で放送する権利を得た。